# Mahalapye
Mahalapye is een dorp in het district Central in Botswana. De plaats telt 43289 inwoners (2011).